# 連建辰
連建辰，中華民國外交官、政府官員。畢業於國立臺灣大學法律學系法學組，曾任駐波士頓臺北經濟文化辦事處二等秘書、駐馬來西亞臺北經濟文化辦事處簡任一等秘書、外交部條約法律司副司長、駐英國台北代表處愛丁堡辦事處總領事銜處長、外交部條約法律司長等職務。

## 家庭
連建辰的妻子吳尚年，擔任過外交部外交及國際事務學院主任秘書、駐釜山辦事處長等職務，後接任外交部國際組織司長，成為外交部第一對「夫妻檔司長」。兩人也曾同時任職於駐馬來西亞代表處。

## 職業生涯
2022年10月，外交部條約法律司長連建辰對於尼加拉瓜與中華民國在2021年12月斷交後，尼加拉瓜即沒收前中華民國大使館舍並移轉給中華人民共和國，外交部當時回應將採取國際訴訟，以維護外交財產一事，表示「經綜合考量相關風險、經濟效益及各項可行性分析後，評估現階段即使我方訴諸國際訴訟的法律途徑，也無法有效使尼國奧蒂嘉政府負起侵佔我國館產的國際賠償責任，因此經審慎考量，目前暫緩採取以國際訴訟方式究責。外交部將密切關注國際社會因應尼國無視國際法的蠻橫行為，另與理念相近國家討論其他較有效課責尼國政府的方法。」